# 홍민표
홍민표(洪旼杓, 1984년 5월 9일~)는 대한민국의 바둑 기사이다.
김원의 문하에서 바둑을 배웠으며, 2001년에 프로에 입단하였다. 2003년에 제37기 패왕전 본선에 진출한 이래, 다수의 기전의 본선에 진출하였고, 각종 국제 대회에 한국대표로 참가한 바 있다. 2015년 12월에 9단으로 승단했다. 현재 한국바둑리그 티브로드 소속의 선수이다.